# Margaret McDonagh
Pour les articles homonymes, voir McDonagh.
Margaret Josephine McDonagh, baronne McDonagh, née le 26 juin 1961 à Londres et morte le 24 juin 2023 dans la même ville, est une femme politique du parti travailliste britannique , secrétaire générale du parti travailliste de 1998 à 2001. Elle travaille ensuite comme consultante en gestion.

## Biographie
Margaret McDonagh fait partie du cercle restreint de la direction du Nouveau Parti travailliste pour la campagne électorale générale de 1997 et est l'un des principaux responsables de la prise de position officielle du parti sur des questions spécifiques . 
En 1998, Margaret McDonagh devient la première femme secrétaire générale du Labour, après avoir été secrétaire générale adjointe l'année précédente. Elle n'a pas toujours été populaire auprès de la base et de certaines parties du Parti parlementaire car perçue comme autoritaire et voulant tout contrôler. Elle est considérée comme ayant mal géré le processus de sélection des candidats à la mairie de Londres du parti, ce qui a permis à Ken Livingstone de remporter les élections municipales de 2000 à Londres en tant que candidat indépendant, laissant le candidat officiel travailliste Frank Dobson à la troisième place ,. Margaret McDonagh s'est excusé plus tard pour cette défaite électorale . Ses compétences organisationnelles se sont toutefois manifestées lors de la deuxième victoire écrasante aux élections générales de 2001. 
Après avoir démissionné du poste de secrétaire général à la suite de l'élection générale de 2001, Margaret McDonagh suit un cours de gestion à l'université Harvard et devient directrice générale d'Express Newspapers,. Elle est administratrice non exécutive de Standard Life, TBI plc et CareCapital Group plc. Elle est présidente de la Standard Life Charitable Trust. 
Elle est créée pair à vie le 24 juin 2004 en prenant le titre de baronne McDonagh, de Mitcham et de Morden dans le borough londonien de Merton. 
En 2013, Margaret McDonagh est nommée présidente du Smart Meter Central Delivery Body, qui est ensuite devenu Smart Energy GB, une organisation indépendante qui vise à informer les consommateurs sur les compteurs communicants et leur déploiement national en Grande-Bretagne ,. 

### Famille
Sa sœur, Siobhain McDonagh, est députée de Mitcham et Morden.